# الشعرى اليمانية

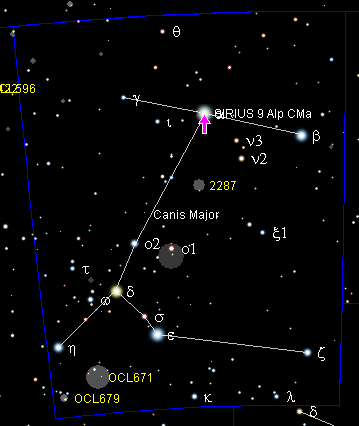
كوكبة الكلب الأكبر، حيث تظهر الشعرى اليمانية

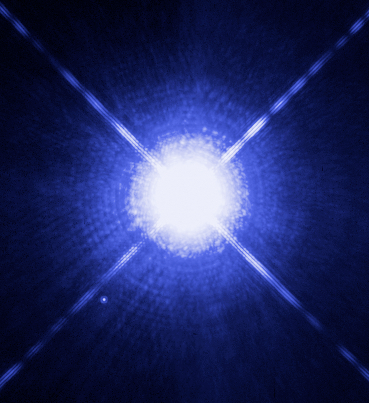
صورة مرصد هابل الفضائي للشعرى اليمانية أ (وسط الصورة) والشعرى اليمانية ب (النجم الصغير على أسفل اليسار).

الشِّعرَى أو الشِّعرَى اليَمَانِيَّة أو الشِّعْرَى العَبُور أو كلب الجبّار أو أبْرَق (بالإنجليزية: Sirius)‏ هي نجم سماوي يعرف في الفهارس الرسمية وفي علم الفلك الحديث باسم ألفا الكلب الأكبر (α Canis Majoris) (باللاتينية: Alpha Canis Majoris) - ويختصر Alpha CMa أو α CMa - لتعيينه فلكياً النجم الأول في تلك الكوكبة. يطلق عليه أهل البحر في شبه الجزيرة العربية اسم التِّير ويسميه أهل البادية في منطقة نجد باسم المرزم ويعد النجم الوحيد - باستثناء الشمس - الذي ذكر اسمه صريحاً في القرآن الكريم في الآية 49 من سورة النجم: «وَأَنَّهُ هُوَ رَبُّ الشِّعْرَى».
الشعري اليمانية هي ألمع نجوم السماء كلها، ولا يفوقها لمعاناً من الأجرام السماوية سوى الشمس والقمر والكواكب الزهرة والمشتري والمريخ وعطارد. وبذلك هي سابع أجرام السماء من حيث السطوع أو اللمعان المُوَحّد. ويبلغ قدر لمعانها الظاهر عند رؤيتها من الأرض −1.46 وهو تقريباً ضعف لمعان سهيل، وهو النجم الذي يليها من جهة القدر الظاهري للمعان في السماء.
الشعرى اليمانية في الحقيقة هي عبارة عن نجمين مترافقين، يدوران حول مركز الجاذبية بينهما ويكونان معاً نظاماً نجمياً يعرف باسم النجم الزَوْجِيّ. تبلغ كتلة النجم الأكبر والرئيس للشعرى 2.1 ضعف كتلة الشمس وهو يعد نجماً من نجوم النسق الأساسي ويصنف من النوع A0 أو A1 حسب طيفه النجمي وهو يعرف باسم Sirius A (الشعرى اليمانية أ). أما النجم الأصغر هو قزم أبيض خافت مرافق للنجم الأكبر يعرف ياسم Sirius B (الشعرى اليمانية ب) وقد تم رصده بالتليسكوب سنة 1862 م. ويصنف نجم الشعرى اليمانية ب من النوع DA2 حسب طيفه ويبلغ القدر الظاهر للمعانه 8.5 mag فقط. تتراوح المسافة بين النجمين بين 8.2 و 31.5 وحدة فلكية وهما يكملان دورانهما كل 50 سنة. ويقع هذا الثنائي النجمي على خط واحد مع نجمي الكلب الأكبر-بيتا والكلب الأكبر-جاما في نفس الكوكبة كما تبين الخارطة السماوية المجاورة.
يبدو نجم الشعرى اليمانية ساطعاً بسبب جلاؤه الأسَاسِيّ (أو ضيائيته) وقربه من النظام الشمسي. إذ يبعد نظام الشعرى عن النظام الشمسي حوالي 2.6 فرسخ فلكي (8.6 سنة ضوئية)، وبذلك يكون واحداً من أقرب النجوم المجاورة لكوكب الأرض. يقدر عمره بنحو 240 مليون سنة وهو بذلك من أصغر الأنظمة النجمية عمرا.

## خصائص الثنائي

### الشعرى اليمانية أ
يعتبر الشعرى اليمانية أ من نجوم النسق الأساسي ذات التصنيف الطيفي A1 ويبلغ لمعانه 5m حيث تعني m أنه «غني المعدنية» (معدنية).
تقدر كتلته نحو 1و2 كتلة شمسية 
وتبين قياسات طيفه[ ؟ ] أن قطره يكبر 1.7 مرة عن قطر الشمس. يبلغ ضياء (لمعان) الشعرى اليمانية أكبر 25
ضعفا من ضياء الشمس.
كما تبلغ درجة حرارة سطحه نحو 10.000 كلفن. (بالمقارنة بالشمس فتبلغ درجة حرارة سطحها نحو 5700 كلفن).
تبدو خطوط الطيف للشعرى اليمانية عريضة بسبب ما يسمى عرض دوبلر الناشيء عن دوران النجم حول محوره. وقد سمحت تلك القياسات لتعيين الحد الأدنى لسرعة دورانه عند خط استوائه. 16 كيلومتر في الثانية.
مما يعني أنه يدور حول محوره مرة كل 5.5 أيام أو أقل. بناء على ذلك فلا تسمح تلك السرعة الدورانية البطيئة بحدوث فلطحة محسوسة عند القطبين. هذا بعكس النسر الواقع الذي يعتبر في حجم الشعرى اليمانية A ولكنه يدور حول محوره بسرعة 274 كيلومتر في الثانية، ولذلك يتميز النسر الواقع بانبعاجه عند خط استوائه.

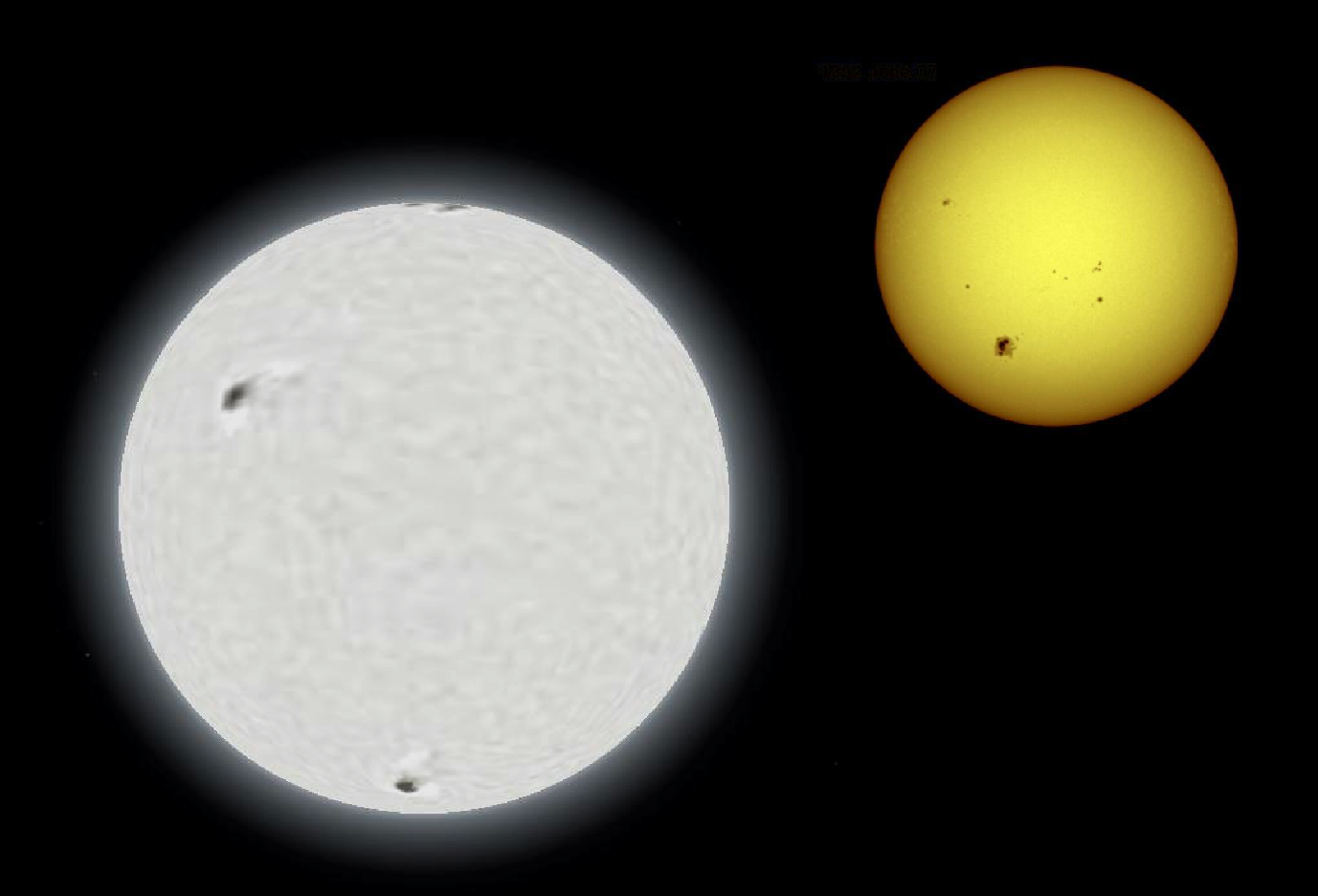
مقارنة بين الشعرى اليمانية A (إلى اليسار) والشمس.

ويبين طيف ضوء الشعرى اليمانية A خطوطا معدنية واضحة. وهذا يدل على تواجد عناصر[ ؟ ] أثقل من الهيليوم فيه، كما أن خطوط الحديد ترى في طيفه بسهولة.
وتبلغ نسبة الحديد إلى الهيدروجين في جوه نحو ثلاثة أضعافها بالمقارنة بنسبتهما في جو الشمس (مما يعادل معدنية للحديد/الهيروجين ;= 0.5). ويبدو أن نسبة العناصر الثقيلة الموجودة في جو النجم لا تتناسب مع نسبة ما يحتويه النجم في قلبه وإنما يبدو أن النسبة العالية لها في جو النجم ترجع إلى منطقة الحمل (الحراري) الباطنية في النجم.
يعتقد أن الشعرى اليمانية A والشعرى اليمانية B تكونا من سحابة غاز وغبار قبل نحو 240 مليون سنة حيث بدأت الشعرى اليمانية الاندماج النووي بعد انكماشها إلى النصف فكانت الحرارة المتولدة منه من الانكماس (طاقة الوضع) والجزء الآخر من الاندماج النووي، وبعد 10 ملايين سنة من البداية أصبحت الطاقة المنتجة منه كلها من الاندماج النووي. ومنذ ذلك الحين يعتبر نجم الشعرى اليمانية أ نجما عاديا يتم فيه اندماج الهيدروجين إلى عناصر أثقل وينتمي إلى النسق الأساسي للنجوم. ينتج الشعرى اليمانية A في باطنه درجة حرارة 22 مليون كلفن ويتم إنتاج طاقته عن طريق دورة بيته-فايتزيكر. ونظرا لاعتماد تلك الدورة الشديد على درجة الحرارة فإن الطاقة المنتجة في قلب النجم تنتقل معظمها عن طريق الحمل. وتنتقل الحرارة خارج قلب النجم بالإشعاع وحتى تحت السطح بقليل، حيث يبدأ النقل بالحمل مرة ثانية (انظر تكوين نجم).
من المنتظر أن يستهلك الشعرى اليمانية A كل ما لديه من الهيدروجين خلال المليار سنة القادمة (الشمس سوف تستهلك ما لديها من الهيدروجين خلال 4 - 5 مليار سنة)، ليصبح عملاقا أحمرا، ثم ينتهي في هيئة قزم أبيض، حيث تصبح كتلته نحو 0.6 كتلة شمسية فقط.

### الشعرى اليمانية ب
يصدر الثنائي أشعة كثيفة في نطاق الأشعة تحت الحمراء أكثر من المتوقع، وهذا ما تدل عليه قياسات IRAS «مرصد الأشعة تحت الحمراء الفضائي». وقد يكون ذلك إشارة إلى وجود كثير من الغبار يحيط بهذا الثنائي ويعتبر غير عادي لنجم ثنائي. كما تبين صور مرصد شاندرا الفضائي للأشعة السينية أن الشعرى اليمانية B تفوق الشعرى اليمانية A كمصدر للأشعة السينية.
في نطاق الضوء المرئي يفوق الشعرى اليمانية A زميله، وقد أصبح الشعرى اليمانية B قزما أبيضا. وهو تقريبا قريبا في حجمه من حجم الأرض، وهو لذلك من أحسن الأقزام البيضاء التي درست حتى الآن. وقد لعب دورا هاما منذ اكتشافه ووصفه اكتشاف الأقزام البيضاء وخواصها. ولكن يصعب قربه وضيائه الشديدان من الشعرى اليمانية A. تبلغ كتلة الشعرى اليمانية B نحو 98% من كتلة الشمس، ولكن ضيائه يبلغ 2.7 % من ضيائها.
وبينما كتلة الشعرى اليمانية مقاربة لكتلة الشمس فهو مكدس في حجم مقارب من حجم الأرض، أي أن كثافته عالية جداً. وتبلغ درجة حرارة سطحه 25200 كلفن
. ولكن نظرا لعدم وجود مصدر حراري في قلبه فهو يبرد تدريجيا عن طريق إشعاع حرارته في الفضاء في فترة قادمة تقدر بنحو ملياري سنة.
يتكون قزم أبيض بعد أن يتطور نجم طبقا لنجوم النسق الأساسي ثم يتحول إلى عملاق أحمر. وقد حدث ذلك للشعرى اليمانية B قبل نحو 120 مليون سنة عندما كان في وسط عمره الحالي. ويقدر النجم الأصلي له بأنه كان 5 أضعاف الكتلة الشمسية وأنه كان من تصنيف نجمي B  لاعندما كان يمر بمرحلة التسق الأساسي من تطوره. وبينما مر بمرحلة العملاق الأحمر سابقاً فربما زوّد الشعرى اليمانية B زميله بالمعدنية.

#### اكتشافه
لاحظ «فريدريش بيسيل» في عام 1844 عند فحص مشاهدات كانت قد أجريت منذ عدة سنوات حركة غريبة للشعرى اليمانية وأعزاها إلى احتمال وجود رفيق له مكونان نجما ثنائيا وقدر زمن الدورة بينهما بأنها نحو قرن. وكان «فيلهيلم هيرشل» قبلها بأربعة سنوات قد اكتشف وجود نجوما ثنائية ولكنها كانت واضحة ومكونة من نجمين منفصلين أو أكثر. ولم يزعج «بيسيل» عدم تمكنه من رؤية رفيق الشعرى اليمانية.
واستطاع «كريستيان بيترز» في عام في أطروحة الحصول على درجة الأستاذية تعيين زمن دورة الرفيق بأنها 50.093 سنة وأن كتلته تبلغ أكثر من 6 أضعاف كتلة المشتري واستتنتج وجود انزياح مركزي لمداره.
وعلى الرغم من تلك المعلومات فلم ينجح أحد في مشاهدة الرفيق حتى استطاع «ألفان جراهام كلارك» - وهو ابن لصانع البصريات «ألان كلارك» - في يوم 31 يناير 1862 وهو يجرب عدسات جديدة لوالده أن يرى التابع.
ونظرا لأنه في ذلك الوقت كان الشعرى اليمانية B تبتعد في مدارها عن الشعرى اليمانية A فقد استطاع عدد كبير من الفلكيين أيضا التحقق من وجود الرفيق ودراسته.

#### القزم الأبيض
بعد عدة سنوات من قياس مواقع النجمين وتعيين مركز الثقل بينهما تمكن «أوتو فون شتروفه» عام 1866 من تعيين كتلة التابع بأنها نحو نصف كتلة الشعرى اليمانية A. وفي حالة تماثل بنية النجمين فكان من المفترض أن تكون قطر التابع 80% من الشعرى اليمانية A وأن يقل ضياؤه عنه قدراً طفيفاً. ولكن التابع لم يصل ضياؤه سوى إلى التصنيف النجمي 8، بمعنى أن ضياؤه أقل من الشعرى اليمانية A نحو 10.000 مرة، عندئذ اسنتنج «فون شتروفه»: «أن الجرمين يختلفان بشدة عن بعضهما البعض من الوجهة الفيزيائية».
.

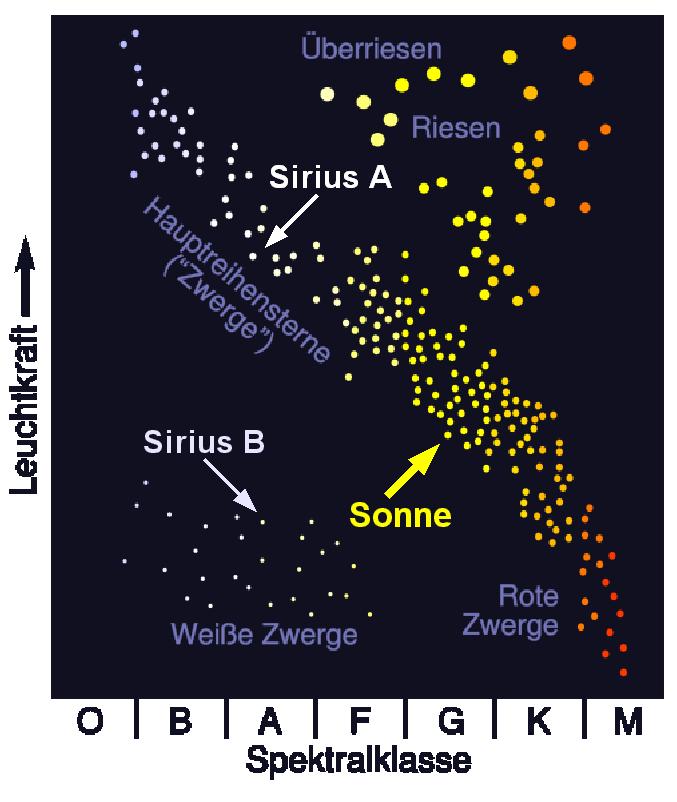
تصنيف هرتزشبرونج-راسل: موقعي الشعرى اليمانية أ ، ب.

وبقيت الشعرى اليمانية B من غرائب النجوم، إلى أن ابتكرت طريقة تحليل الطيف الآتي من النجوم وتصنيف تلك الأطياف فتمكن هنري راسيل و«إيجنار هيرتزسبرونج» في عام 1910 من تفسير اختلاف طيفي النجمين. وطبقاً تصنيف هرتزشبرونج-راسل فقد كانت النجوم تنقسم إلى قسمين آنذاك: «أقزام» و«عمالقة». آنذاك كان النجم «40 إريداني بي» وأحد أتباعه هما اللذان لا ينسجمان في المخطط: فقد كانت قياسات تصنيفه الطيفي ضعيفة الضوء. وفي عام 1915 أمكن التقاط طيف الشعرى اليمانية B، وتبين أنه منحازا في جهة 40 إريداني بي في مخطط هرتزشبرونج-راسيل، وبديا أنهما ينتميان إلى تصنيف نجمي جديد. ويشير ضياؤهما الضعيف برغم درجة حرارتهما العالية إلى صغر سطحيهما المُصدر للضوء، أي أن قطريهما صغير وبذلك فكثافة كل منها بالغة الكبر.
وعكف أرثر إدينجتون ابتداء من عام 1920 على دراسة مفصلة لنماذج النجوم، واعتبر مثال كرات غازية يكون فيها ضغط الجاذبية للكتلة الغازية في حالة توازن مع ضغط الغاز وضغط الإشعاع. ولكنه لم يستطع وصف الأقزام البيضاء عن طريق نموذجه إلا جزئياً، حتى جاء رالف فاولر عام 1926 الذي قرن النموذج بمبدأ استبعاد باولي الذي كان قد اكتشف قبلها بوقت قصير.
يتكون باطن القزم الأبيض من غاز متأين كلياً، أي يتكون من أنوية ذرات وإلكترونات حرة. ونظراً لاتباع الإلكترونات مبدأ استبعاد باولي، أي لا يمكن لإلكترونين شغل نفس مستوى الطاقة. مما يعني أن الإلكترونات الموجودة في غاز إلكتروني مضغوط جدا لا بد وأن تقترب من بعضها البعض عند زيادة الضغط الخارجي عليها، في حين أن بعضا منها يشغل مستويات طاقة أعلى. تسمى حالة المادة هذه «ضغط الانفطار» وهي طاقة إضافية تقاوم الضغط الآتي عليها من الخارج. فبينما تشكل أنوية (الذرات) معظم كتلة النجم تعمل الإلكترونات بضغطها الانفطاري على إيجاد توازن داخل النجم. ونتيجة ذلك صغر نصف قطر النجم بزيادة كتلته، بعكس زيادة نصف قطر نجم عادي مع زيادة كتلته.
وبين العالم من أصل هندي سابرامانين تشاندراسخار عام 1931 
أن القزم الأبيض لا يكون مستقرا عندما تتعدى كتلته حد 1.4 كتلة شمسية
. وسمي هذ الحد بحد شاندراسيكار.

#### انزياح أحمر ثقالي
تنبأ ألبرت أينشتاين أثناء صياغته للنظرية النسبية العامة عام 1915 بأن الفوتون ذو طول موجة
λo عندما يصدر من جسم كتلته كبيرة إلى مشاهد بعيد في مجال الجاذبية، فإن طول موجته تظهر للمشاهد منزاحة نحو الأحمر. ولم تبين المشاهدات التي أجريت أنذلك على طيف الشمس تلك الظاهرة بسبب «صغر كتلتها» فلم يكن التأثير واضحا، فكان انزياح طول الموجة هذا يساوي 0.6·M/R، حيث M وR هما كتلة الشمس ونصف قطرها. ونظرا لأن النسبة M/R لنجوم كتلتها كبيرن لا تختلف كثيرا عن النسبة في حالة الشمس فقد بدى أن إثبات هذا التأثير صعبا، حتى عام 1920.

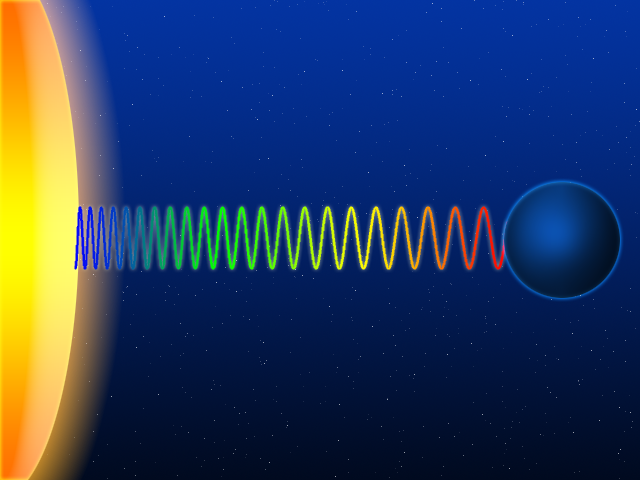
الانزياح الأحمر الثقالي.

ولكن في حالة قزم أبيض يقل نصف القطر كلما زات الكتلة. ورأى «إدينجتون» - الذي استطاع مشاهدة انحناء مسار الضوء تحت تأثير جاذبية الشمس في عام 1919 - رأى في الكثافة الشديدة التي اقترحها للقزم الأبيض وصغر نصف قطره إمكانية مشاهدة الانزياح الأحمر الثقالي. ووجد في الشعرى اليمانية بي إمكانية تحقيق ذلك. وكانت كتلته معروفة وبمقارنة طيف الشعرى اليمانية A فكان من الممكن أن يعين إدينجتون جزء الانزياح الناتج عن الثقالية وفصله عن انزياح دوبلر الناتج عن سرعة الشعرى اليمانية B في مدارها في النظام الثنائي.
وعلى أساس معرفة درجة الحرارة ونصف القطر للشعرى اليمانية B توقع «إدينجتون» انزياحاً احمراً ثقالياً يبلغ +20 km/s. واستطاع باحث آخر «والتر أدامز» في عام 1925 التقاط طيف[ ؟ ] الشعرى اليمانية ب وكان متداخلا قليلا مع ضوء الشعرى اليمانية A، وقام بحساب الانزياح ووجده مساوياً +21 كيلومتر في الثانية. فكانت مؤيدة لما كان «إدينجتون» متوقعه.
خلال السنوات تحسن النموذج النظري لتكوين القزم الأبيض كثيراً. وتبين من ذلك أن درجة الحرارة التي اتخذها «إدينجتون» في حسابه للشعرى اليمانية B كانت منخفضة وأن نصف القطر الذي اعتبره كان أكبر بالتالي. وطبقا للنظرية فهي تتنبأ بأربعة أضعاف ما حصل إدينجتون من حسبته عن الانزياح الأحمر الثقالي.
وبالفعل أتت القياسات التي أجريت في عام 1971 بانزياح أحمر ثقالي (+89 ± 16) km/s.
وأعزيت نتيجة أدامز إلى اختلاط بين خطوط طيف الشعرى اليمانية A مع طيف الشعرى اليمانية B مما أتى بتلك النتيجة الصغيرة آنذاك. والنتيجة المعترف بها الآن للانزياح الأحمر الثقالي للشعرى اليمانية B تقدر بـ
(80.42 ± 4.83) km/s"/>; وقد اتاح درجة تباين[ ؟ ] تلسكوب هابل الفضائي في عام 2004 الحصول على طيف الشعرى اليمانية B من دون تداخل لطيف الشعرى اليمانية A.

#### تطور الثنائي

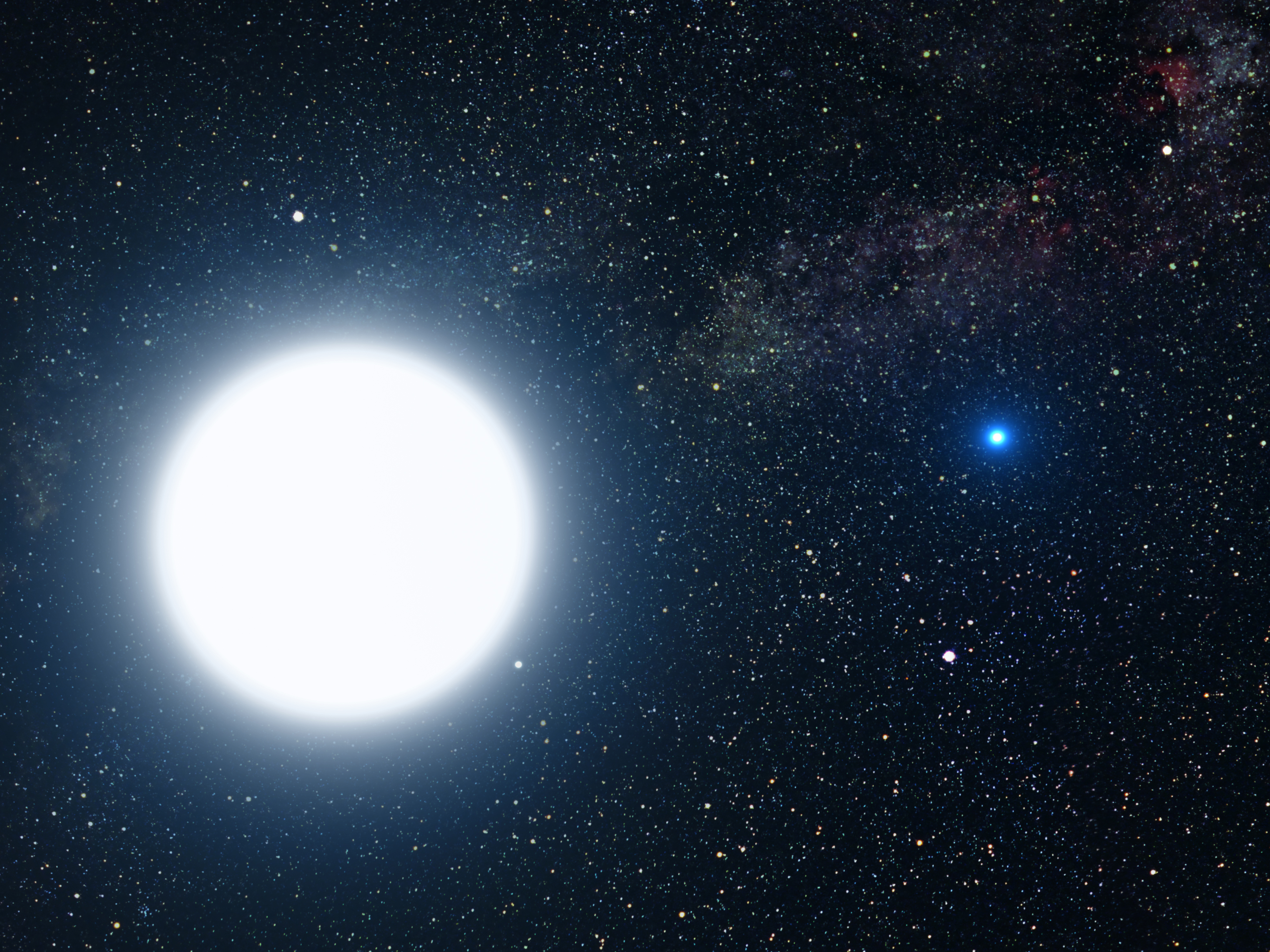
ثنائي الشعرى اليمانية في صورة فنية مستوحاة (Quelle: ناسا)

طبقا لمعرفتنا اليوم عن تطور النجوم فقد نشأ الشعرى اليمانية A وب قبل 240 مليون سنة  حيث كونا نظام نجمي ثنائي. وكان الشعرى اليمانية B أصلا نجما كبيرا تبلغ كتلته 5 أضعاف الكتلة الشمسية، كان لمعانه 630 مرة لمعان الشمس، وهو بذلك كان أكبر كتلة أيضا من الشعرى اليمانية A وأكثر ضياءً. وبسبب كتلته الكبيرة فقد جري فيه الاندماج النووي بمعدل سريع بحيث استهلك الشعرى اليمانية B معظم الهيدروجين وحوله إلى الهيليوم خلال ال 100 مليون سنة الأولى من عمره.
وانتقلت منطقة التفاعل فيه إلى غلاف غازي يحيط بقلب الشعرى اليمانية B وانتفخ وأصبح عملاقا أحمرا. ثم قل هذا التفاعل (اندماج الهيدروجين واستهلاكه) وقلت طاقته وبدأ الشعرى اليمانية B يحول الهيليوم إلى كربون وأكسجين عن طريق تفاعل ألفا الثلاثي. وفقد غلافه الخارجي حيث ضعفت القوى الرابطة بينهما وبسبب الريح النجمية الشديدة وفقد بذلك نحو 4/5 من كتلته. ولم يتبقى منه سوى القلب المكون من الكربون والأكسجين وشارفت الطاقة الصادرة منه على الانتهاء. ونظراً لأن المكونات في قلبه كانت متأينة تماماً وتوازنه الداخلي غير مستقر بسبب اقتقاد الضغط الداخلي فتحتاج أنوية الذرات والإلكترونات لحجم أصغر. وتقلص قلب النجم حتى بدأت مقاومة ضغط انفطار الإلكترونات لمنع استمرار تقلص قلب النجم. واستمر الشعرى اليمانية B يبرد منذ نحو 124 مليون سنة.

## الشعرى اليمانية أ، ب كنجم ثنائي

مدار الشعرى اليمانية ب حول الشعرى اليمانية أ ، اتجاه النظر إلى الجنوب.

ينكون نظام الشعرى اليمانية كما هو موصوف أعلاه من نجمين يدوران حول مركز ثقليهما خلال دورة مقدارها 05و50 سنة. وكما هو الحال في حالة نجم ثنائي يدور كل من النجمين في مدار بيضوي حول مركز الثقل. ونظراً لأن كتلة الشعرى اليمانية A أكثر من ضعف كتلة الشعرى اليمانية B فيقع مركز الثقل قريبا منه.
من أجل التبسيط فيرسم مدار الشعرى اليمانية B حول قرينه الأكبر. وهذا المدار أيضا في شكل قطع ناقص حيث يتخذ الشعرى اليمانية A موقعه في بؤرة القطع الناقص (مقدار انزياح مركزي 0.5923  وبأخذ المسافة بين الشعرى اليمانية A و B في الاعتبار ينتج لنصف المحور الكبير للقطع لناقص نحو 20 وحدة فلكية، أي ما يعادل 3 مليار كيلومتر.

## مقارنة سطوع بعض النجوم

تطور السطوع الظاهري لأهم النجوم مع الزمن.

يعتمد سطوع نجم طبقاً لنظرية ولادة النجوم على حجم النجم ومرحلة عمره، بالإضافة إلى بعده عنا لمعرفة شدة رؤياه على الأرض. بناء على هذا فترتيب أشد النجوم سطوعاً في السماء كما نراها من الأرض يختلف باختلاف مرحلة العمر الذي يمر بها النجم. ويبين الرسم البياني تغير سطوع النجوم الكبرى الآن وفي الماضي وفي المستقبل. تمثل قراءات السطوع للنجوم المختلفة عند الصفر على المحور الأفقي (الآن) أن الشعرى اليمانية sirius هي أشد النجوم سطوعاً لنا ويأتي بعدها سهيل[ ؟ ] canopus ثم النسر الواقع wega . ويبين الرسم البياني أن النسر الواقع سوف يزداد سطوعه حتى يبلغ ٍسطوعه -0.7 بعد 235.000 سنة وبذلك سوف يفوق الشعرى اليمانية في السطوع  وسيصبح أشد نجوم السماء سطوعا. وبعد 260.000 سنة سوف يفوق سطوع سهيل[ ؟ ] (-0.46 قدر ظاهري) سطوع الشعرى اليمانية ليحتل المركز الثاني ويزيح الشعرى اليمانية إلى المركز الثالث في السطوع. ويبين الرسم البياني المجاور تطور سطوع الشعرى اليمانية بالنسبة لسطوع النجوم الساطعة الأخرى بين 100.000 سنة سبقت و100.000 سنة قادمة . كما يبين الجدول تغيرات القدر الظاهري بالأرقام .
| السنة    | الشعرى اليمانية | سهيل[ ؟ ] | النسر الواقع | السماك الرامح | الشعرى الشامية | النسر الطائر | رجل القنطور |
| -------- | --------------- | --------- | ------------ | ------------- | -------------- | ------------ | ----------- |
| −100.000 | −0,66           | −0,82     | +0,33        | +0,88         | +0,88          | +1,69        | +2,27       |
| −75.000  | −0,86           | −0,80     | +0,24        | +0,58         | +0,73          | +1,49        | +1,84       |
| −50.000  | −1,06           | −0,77     | +0,17        | +0,30         | +0,58          | +1,27        | +1,30       |
| −25.000  | −1,22           | −0,75     | +0,08        | +0,08         | +0,46          | +1,03        | +0,63       |
| 0        | −1,43           | −0,72     | 00,00        | −0,02         | +0,37          | +0,78        | −0,21       |
| 25.000   | −1,58           | −0,69     | −0,08        | +0,02         | +0,33          | +0,49        | −0,90       |
| 50.000   | −1,66           | −0,67     | −0,16        | +0,19         | +0,32          | +0,22        | −0,56       |
| 75.000   | −1,66           | −0,65     | −0,25        | +0,45         | +0,37          | −0,06        | +0,30       |
| 100.000  | −1,61           | −0,62     | −0,32        | +0,74         | +0,46          | −0,31        | +1,05       |

## جيران الشعرى اليمانية
أقرب النجوم للشعرى اليمانية A+B هي نظام الشعرى الشامية وتبعد عنه 5.24 سنة ضوئية.
ومن النجوم الأخرى الكبيرة نجد النهر إبسيلون وبعده 7.8 سنة ضوئية، والشمس وتبعد عنه 8.6 سنة ضوئية والقنطور ألفا وبعد عنه 9.5 سنة ضوئية.

## شعبية النجم بين الشعوب
المصريون القدماء
 

تشير الكتابات الهيروغليفية للشعرى اليمانية على أنه نجم منفرد وإنما في مثلث نجوم تسمى «سوبدت» 
| M44 | X1 · N14 |

 spd.t; وأشارو إليه بعينه بأنه «النجم التابع لسوبدت» Seba-en-Sopdet، ومن المحتمل أن يكون النجمان الآخرين هما العذارى والوزن (أو دلتا كوكبة الكلب الأكبر). تنتمي تلك الثلاثة نجوم جميعها إلى كوكبة الكلب الأكبر. تغير الاسم نحو 1000 قبل الميلاد واصبح اسمه «سوتي» sote أو Sothis (بالإغريقية: Σωσις).
 
ليس معروفا بالتمام عما إذا كان الهرم المدبب في اسم المثلث يعني الشعرى اليمانية بالذات، فقد كان المصري القديم يبجل الشعرى اليمانية أما النجمين الآخرين فلم يحظيا نفس التبجيل. وكان للشعرى اليمانية ارتباط بفيضان النيل من القديم. وذكر المؤرخ الإغريقي هيرودوت أن فيضان النيل كان متزامناً مع الانقلاب الصيفي (22/23 يونيو). وتؤيد التسجيلات في قوائم الإدارة المصرية القديمة ذلك. وتؤيد العلومات الفلكية والتاريخية أن أول رؤية للشعرى اليمانية كانت صباحاً في الدلتا في عام نحو 2850 قبل الميلاد، وأنها كانت كذلك أيضا نحو عام 2000 قبل الميلاد في أسوان وتتزامن مع 22/23 يونيو.
العرب
وتزعم العرب الجاهلية أن الشعرى و الغميضاء أختا سهيل .واختلف فيمن كان يعبده ; فقال السدي : كانت تعبده حمير وخزاعة .
وقال غيره : أول من عبده أبو كبشة أحد أجداد النبي صلى الله عليه وسلم من قبل أمهاته ، ولذلك كان مشركو قريش يسمون النبي صلى الله عليه وسلم ابن أبي كبشة حين دعا إلى الله وخالف أديانهم ; وقالوا : ما لقينا من ابن أبي كبشة !
وقد كان من لا يعبد الشعرى من العرب يعظمها ويعتقد تأثيرها في العالم ، قال الشاعر :مضى أيلول وارتفع الحرور وأخبت نارها الشعرى العبور وقيل : إن العرب تقول في خرافاتها : إن سهيلا والشعرى كانا زوجين ، فانحدر سهيل فصار يمانيا ، فاتبعته الشعرى العبور فعبرت المجرة فسميت العبور ، وأقامت الغميصاء فبكت لفقد سهيل حتى غمصت عيناها فسميت غميصاء لأنها أخفى من الأخرى .و ذكر في الآية القرآنية الكريمة في سورة النجم آية الرابعة و الستون.
الفرس
في الأساطير الفارسية وفي الزرادشتية، الديانة القديمة لبلاد فارس، يظهر الشعرى اليمانية باسم تشتريا ويتم تبجيله باعتباره إله صانع المطر (تيشتار في الشعر الفارسي الجديد). إلى جانب المقاطع في النصوص المقدسة للأفستا، فإن اللغة الأفستية تشتريا تليها النسخة تير بالفارسية الوسطى والفارسية الجديدة تم تصويرها أيضًا في الملحمة الفارسية شاهنامه الفردوسي. بسبب مفهوم اليازاتا، القوى "التي تستحق العبادة"، فإن تشتريا هي إله المطر والخصوبة وخصم أباوشا، شيطان الجفاف. في هذا الصراع، تم تصوير تشتريا على أنها حصان أبيض.
الصينيون
في علم الفلك الصيني، يُعرف سيريوس بنجم "الذئب السماوي" (الصينية واليابانية: 天狼، الكتابة بالحروف اللاتينية الصينية: Tiānláng؛ الكتابة بالحروف اللاتينية اليابانية: Tenrō؛[127] الكورية والكتابة بالحروف اللاتينية: 천랑 / تشيونرانج) في قصر جينغ (井). 宿). كما ربطت العديد من الدول بين الشعوب الأصلية في أمريكا الشمالية سيريوس بالأنياب؛ يشير سيري وتوهونو أودهام في الجنوب الغربي إلى النجم على أنه كلب يتبع خروف الجبل، بينما يطلق عليه بلاكفوت اسم "وجه الكلب". قام الشيروكي بإقران سيريوس مع أنتاريس كحارس نجم كلب على طرفي "طريق النفوس". كان لدى Pawnee of Nebraska عدة جمعيات. عرفتها قبيلة الذئب (سكيدي) باسم "نجم الذئب"، بينما عرفتها الفروع الأخرى باسم "نجم الذئب". وإلى الشمال، أطلق عليه إنويت ألاسكا في مضيق بيرينغ اسم "كلب القمر".
كما ربطت العديد من الثقافات النجم بالقوس والسهام. تصور الصينيون القدماء قوسًا وسهمًا كبيرًا عبر السماء الجنوبية، يتكون من كوكبتي Puppis وCanis Major. في هذا، يشير طرف السهم إلى الذئب سيريوس. تم تصوير ارتباط مماثل في معبد حتحور في دندرة، حيث رسمت الإلهة ساتت سهمها في حتحور (سيريوس). تم تصوير النجم، المعروف باسم "تير"، على أنه السهم نفسه في الثقافة الفارسية اللاحقة.